# 마르셀루 피탈루가
마르셀루 지아라우주 피탈루가 필류(포르투갈어: Marcelo de Araújo Pitaluga Filho, 2002년 12월 29일 ~)는 브라질의 축구 선수로, 현재 메이클즈필드 FC에서 임대로 뛰고 있다. 포지션은 골키퍼다.